# دنیل استفولی
دنیل استفولی (به کرواتی: Daniel Štefulj) (زادهٔ ۸ نوامبر ۱۹۹۹) یک بازیکن فوتبال اهل کرواسی است که در پست مدافع چپ برای باشگاه دینامو زاگرب در لیگ کرواسی بازی می‌کند.

## زندگی شخصی
پدر او دنیل اشتفولی نیز یک بازیکن فوتبال بود.